# Kalvträsk
Kalvträsk är en ort i Kalvträsks distrikt (västra delen av Burträsks socken) i Skellefteå kommun, Västerbottens län (Västerbotten). 
Orten klassades som småort till och med år 2005. Fem kilometer sydväst om Kalvträsk ligger Vitbergen naturreservat. SK Örnvingen heter fotbollsföreningen från Kalvträsk, bildades 1933. Idrottsplatsen Hallidens IP invigdes 1953. Säsong 2015 spelar herrlaget i Division 7-manna Västerbotten. Utanför Kalvträsk hittades år 1924 Kalvträskskidan, ett fynd som räknas vara över 5000 år gammalt. Kalvträsk blev år 2015 utsedd till Årets by av tidningen Norran.
I folkomröstningen om införande av euron 2003 gjorde sig valdistriktet Kalvträsk känt genom att 92,7 procent röstade nej på frågan om att införa Euro som valuta i Sverige.

## Befolkningsutveckling
| Befolkningsutvecklingen i Kalvträsk 1960–2005                                    | Befolkningsutvecklingen i Kalvträsk 1960–2005 | Befolkningsutvecklingen i Kalvträsk 1960–2005 | Befolkningsutvecklingen i Kalvträsk 1960–2005 | Befolkningsutvecklingen i Kalvträsk 1960–2005 |
| -------------------------------------------------------------------------------- | --------------------------------------------- | --------------------------------------------- | --------------------------------------------- | --------------------------------------------- |
|                                                                                  |                                               |                                               |                                               |                                               |
| År                                                                               |                                               |                                               | Folkmängd                                     | Areal (ha)                                    |
| 1960                                                                             | 1960                                          |                                               | 192                                           | ¤                                             |
| 1990                                                                             | 1990                                          |                                               | 117                                           | 29#                                           |
| 1995                                                                             | 1995                                          |                                               | 109                                           | 32#                                           |
| 2000                                                                             | 2000                                          |                                               | 80                                            | 32#                                           |
| 2005                                                                             | 2005                                          |                                               | 56                                            | 31#                                           |
| Anm.: Ej småort 2010. ¤ Som tätortsbebyggelse med 150-199 invånare # Som småort. |                                               |                                               |                                               |                                               |